# Вологодский драгунский полк

Ротное знамя Вологодских пехотного и драгунского полков, 1712 год.

Вологодский драгунский полк — армейская кавалерийская воинская часть (драгунский полк) ВС России, сформированная в 1705 году и упразднённая в 1771 году.
С 1712 года Вологодскому драгунскому полку были Высочайше положены знамёна с золотой бахромой: одно белое с вензелем Всероссийского Императора, для первой роты полка, и остальным ротам красные с чёрным, пересечённые крестом из синей и зеленой полос, с изображением в верхнем углу, у древка, золотой руки, с мечом, опирающейся на державу, а посередине знамени — золотой восьмиконечный крест. В 1728 году было Высочайше установлено в полку знамёна делать красные, а 8 марта 1730 года полку присвоен герб: «В красном поле щита видна выходящая из облака золотая рука, с серебряным мечом, опирающаяся на золотую державу», прообразом герба послужил символический рисунок из книги «Символы и эмблемата», изображающий руку с мечом и «померанцевою ветвью» над земным шаром, а девиз к этой эмблеме гласил: «Через железо и злато».

## История
В июле 1705 года в Белгороде из дворян (служилых людей) Белгородского разряда сформирован Драгунский полковника Фёдора Сеитовича Хрущёва полк в составе 10 драгунских рот. В другом источнике указано что он был сформирован в 1705 году как Монастырева (Вологодский) драгунский полк.
28 января 1706 года полк наименован Драгунским полковника Василия Ивановича Монастырёва полком.
В сентябре 1706 года в воинской части была сформирована гренадерская рота, а в октябре 1706 года полк переименован в Вологодский драгунский. В другом источнике указано что полки драгун назывались по фамилиям своих полковников, и только в 1708 году получили постоянное наименование по областям и городам России, а в другом источнике указан, на 1708 год, как Сводный драгунский полк Монастырева.
23 января 1709 года гренадерская рота выделена на сформирование Драгунского-гренадерского полковника фон-дер-Роппа полка.
В 1711 году утверждён штат полка в составе 10 драгунских рот.
10 мая 1725 года из Драгунского полковника фон-дер-Роппа полка возвращена гренадерская рота, взамен выделена 6-я драгунская рота.
16 февраля 1727 года воинская часть переименована во 2-й Казанский драгунский полк, но 13 ноября того же года переименована обратно в Вологодский драгунский полк.
В период с 1731 года по 1740 год Вологодский драгунский полк совместно с Казанским, Луцким, Сибирским драгунскими полками и Свияжским полком в составе Казанского гарнизона. 28 октября 1731 года полковая гренадерская рота расформирована, с распределением чинов по драгунским ротам.
В 1734 — 1737 годах, Вологодский полк драгун находился при Оренбургской экспедиции, возглавляемой русским учёным-географом обер-секретарем сената И. К. Кирилловым. В 1735 году шедший из Уфы к Ори-реке Вологодский драгунский полк (пять рот вологодцев и несколько десятков уфимских дворян и казаков, всего около 700 человек)  подвергся нападению восставших башкирцев, подполковник Чириков и с ним 60 человек были убиты, из обозу 46 возов было оторвано и разграблено.
С 1741 года по 1743 год, в чине капитана, в полку проходил службу Карл-Фридрих Шульц-фон-Ашераден. Полк имел зимние квартиры в Казанской губернии на 5 октября 1743 года. В 1743 году было приказано Вологодский драгунский полк расквартировать в Сибири. К концу 1745 года драгунское формирование переведёно из Казанской губернии в Тюмень.
30 марта 1756 года приказано полк привести в состав двух гренадерских и 10 драгунских рот, соединённых в 6 эскадронов, с артиллерийской командой.
25 апреля 1762 года повелено полк именовать по шефу Драгунским генерал-майора фон-Веймарна полком, но 5 июля 1762 года полк вновь именован Вологодским драгунским.
8 января 1765 года повелено полк переформировать в 5-эскадронный состав. К 1766 году Вологодское формирование в составе Сибирского корпуса, и был расквартирован в городе Усть-Каменогорск.
31 августа 1771 года Вологодский драгунский полк упразднён, а его личный состав направлен на сформирование лёгких полевых команд на Оренбургской и Сибирской линиях.

## Боевые действия
Полк принял участие в Северной войне. В октябре 1706 года выступил для осады Выборга.
В 1708 году формирование в составе отряда принимало участие в кампании в Ингерманландии и Лифляндии, 15 июня участвовал во взятии крепости на реке Семь (Семе), 15 июля Бой при Виньи (Ракоборе) и 12 октября — в деле при Калгапе.
В 1709 году полк действовал под Опошней, Полтавой, 27 июня участвовал в Полтавской битве, и Ревелем.
22 марта 1710 года полк прибыл под Выборг, 11 июня участвовал в его взятии, после чего выступил к Кексгольму для его осады.
6 октября 1713 года участвовал в сражении у реки Пелкиной.
В 1735 году полк направлен на Киргиз-Кайсакскую пограничную линию.

## Командиры
- 1705—1706 — полковник Хрущёв, Фёдор Сеитович;
- 1706—1708 — полковник Монастырёв, Василий Иванович, убит на службе 1708 году, стольник, в начальных людях (1700 года), подполковник драгунского полка Г. К. Пфлука (1704 год), полковник, командир драгунского полка (с 1706 года), комендант Дерпта[7];
- полковник Иван Пауэр.